# 埃尔毛
埃尔毛是奥地利蒂罗尔州库夫施泰因县的一个市镇。总面积36.4平方公里，总人口2660人，人口密度73.1人/平方公里（2005年）。